# 839
Năm 839 là một năm trong lịch Julius.